# Форма Маурера — Картана
Форма Маурера — Картана — определённая 1-форма на группе Ли G со значениями в её алгебре Ли, несущую основную инфинитезимальную информацию о структуре этой группы.
Широко использовалась Эли Картаном как основная составляющая его метода подвижных реперов. Помимо имени Картана носит имя Людвига Маурера.

## Построение
Алгебра Ли отождествляется с касательным пространством группы Ли G в единице и обозначается TeG.
Форма Маурера — Картана ω — глобально определённая на G 1-форма, представляющая собой линейное отображение касательного пространств TgG для каждого g ∈ G в TeG.
Она задаётся как перенос вектора TgG под действием левого сдвига на группе:
{\displaystyle \omega (v)=(L_{g^{-1}})_{*}v,\quad v\in T_{g}G.}

### Внутренняя конструкция
Если G вложена в GL(n) с помощью матричнозначного отображения g =(gij), то форму ω можно записать явно как
{\displaystyle \omega _{g}=g^{-1}\,dg.}
В этом смысле форма Маурера — Картана — всегда левая логарифмическая производная отображения g.